# Brompton Ralph
Brompton Ralph – wieś w Anglii, w hrabstwie Somerset, w dystrykcie (unitary authority) Somerset. Leży 65 km na południowy zachód od miasta Bristol i 227 km na zachód od Londynu. W 2002 miejscowość liczyła 245 mieszkańców.